# 庫爾克蘭亞爾維湖
61°40′1″N 29°51′53″E / 61.66694°N 29.86472°E
庫爾克蘭亞爾維湖（俄语：Куркеланъярви），是俄羅斯的湖泊，位於該國西北部，由卡累利阿共和國負責管轄，長3公里、寬1.4公里，面積1.8平方公里，平均水深5.5米，最大水深10米。